# Opius gracilior
Opius gracilior är en stekelart som först beskrevs av Charles Thomas Brues 1933.  Opius gracilior ingår i släktet Opius och familjen bracksteklar. Inga underarter finns listade i Catalogue of Life.